# Mossy River (vattendrag i Kanada, Manitoba)
Mossy River är ett vattendrag i Kanada.   Det ligger i provinsen Manitoba, i den sydöstra delen av landet, 1 900 km väster om huvudstaden Ottawa. Mossy River ligger vid sjön Lytwyns Lake.
Trakten runt Mossy River är nära nog obefolkad, med mindre än två invånare per kvadratkilometer.